# John Pye (cónego)
John Pye (fl. 1430) foi um cónego de Windsor de 1430 a 1439.

## Carreira
Ele foi nomeado:
- Reitor de Santa Maria Abchurch 1431 - 1433
- Mestre de são Lourenço Pountney 1433 - 1435
- Reitor de King's Cliffe, Northamptonshire 1419 - 1420
- Reitor de Santa Maria Bothaw até 1420
- Reitor de Great Brickhill, Buckinghamshire

Ele foi nomeado para a primeira bancada na Capela de São Jorge, no Castelo de Windsor, em 1430, e ocupou a posição canónica até 1439.